# Arjan Blaauw
Arjan Blaauw (Stadskanaal, 8 januari 1974) is een Nederlands voormalig voetballer. Hij kwam uit voor de clubs FC Groningen, BV Veendam en Emmen. In 2004 werd bij hem een nierziekte geconstateerd die later een einde aan zijn spelerscarrière maakte. Daarna was hij medewerker bij de commerciële afdeling van FC Emmen (de nieuwe naam van Emmen). In 2011 werd hij assistent-trainer van Be Quick 1887, een club waarvoor hij daarvoor al de jeugd had getraind.